# Hiba Feredj
Hiba Feredj, née le 10 mai 1999, est une pongiste algérienne.
Elle est médaillée de bronze par équipe aux Jeux africains de 2019.